# Modunda
Modunda là một chi nhện trong họ Salticidae.